# Poloweltmeisterschaft 2004
Die VII. Poloweltmeisterschaft fand vom 9. bis zum 19. September 2004 in der französischen Stadt Chantilly statt. Ausrichtender Verein war der Polo Club du Domaine de Chantilly.
| Platz | Land | Sportler                                                                       |
| ----- | ---- | ------------------------------------------------------------------------------ |
| 1     | BRA  | Luiz Diniz Junqueira, Pedro Henrique Ganon Calao Mello, Renato Diniz Junqueira |
| 2     | ENG  | Andrew Blake-Thomas, Matt Lodder Tom Morley, James Harper                      |
| 3     | CHI  | José Zegers, Alejandro Vial Matías Vial, Romano Vercellino                     |
| 4     | FRA  |                                                                                |

Finale:

Brasilien – England 10:9
weitere Teilnehmer:

Argentinien, Australien, Mexiko, Pakistan, Vereinigte Staaten